# Lunca Cernii de Jos
Lunca Cernii de Jos é uma comuna romena localizada no distrito de Hunedoara, na região histórica da Transilvânia. A comuna possui uma área de 152.05 km² e sua população era de 931 habitantes segundo o censo de 2007.

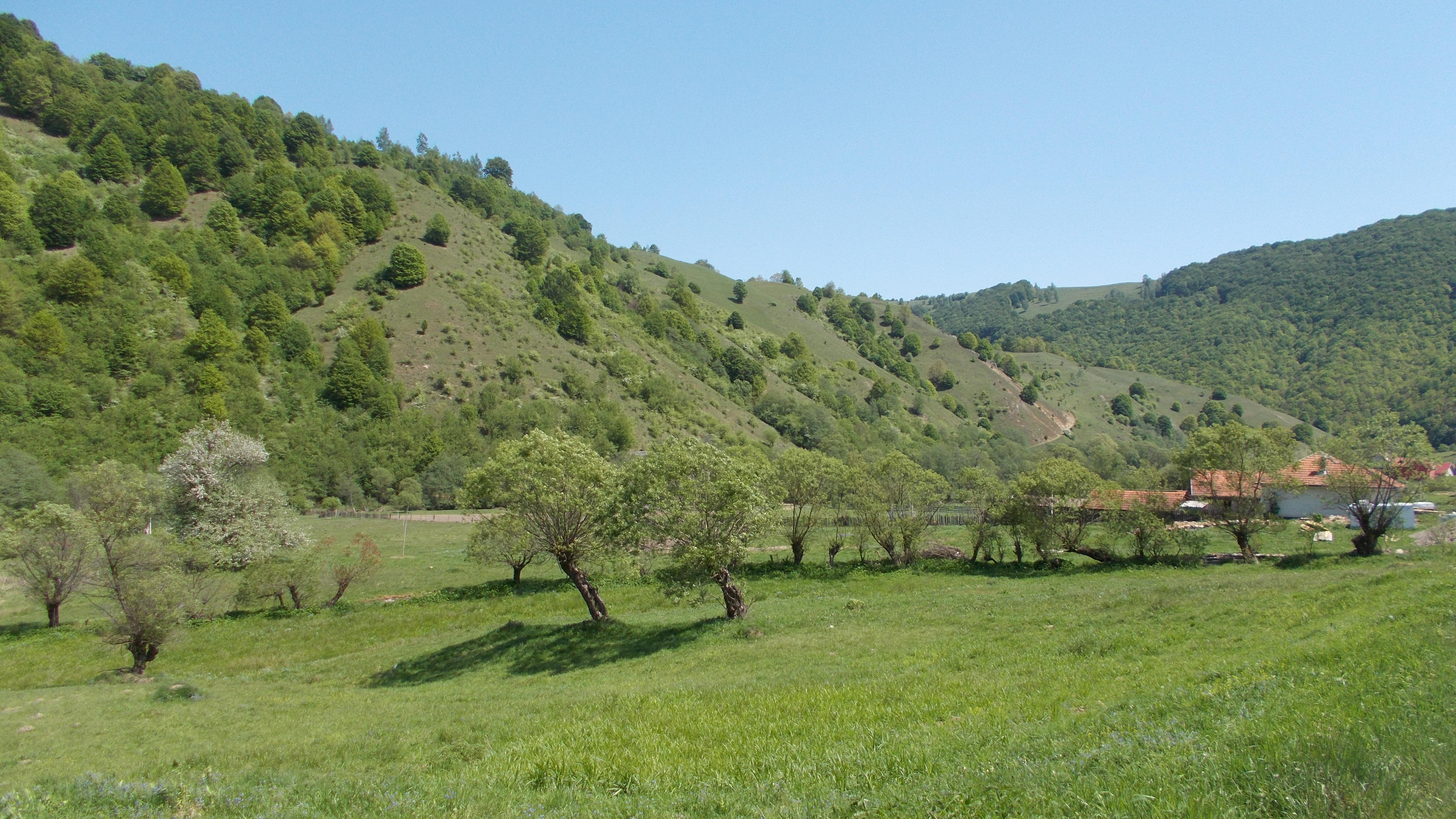
Lunca Cernii de Jos